# Corocăiești
Corocăiești es una localidad rumana de la comuna de Verești, en el condado de Suceava.

## Toponimia
El nombre de la localidad puede encontrarse mencionado con las variantes Corăcăeşti y Corocăiești.

## Geografía
La localidad está ubicada en la margen derecha del río Siret.

## Historia
Hacia finales del siglo XIX la localidad, que por entonces pertenecía al condado de Botoșani, tenía contabilizada una población de 730 habitantes y formaba parte de la comuna de Brehuești.
En la segunda mitad del siglo XX la localidad había pasado a formar parte del municipio de Verești, en el condado de Suceava. En el censo de 2021 la localidad tenía una población de 2256 habitantes.